# Carolina Rediviva

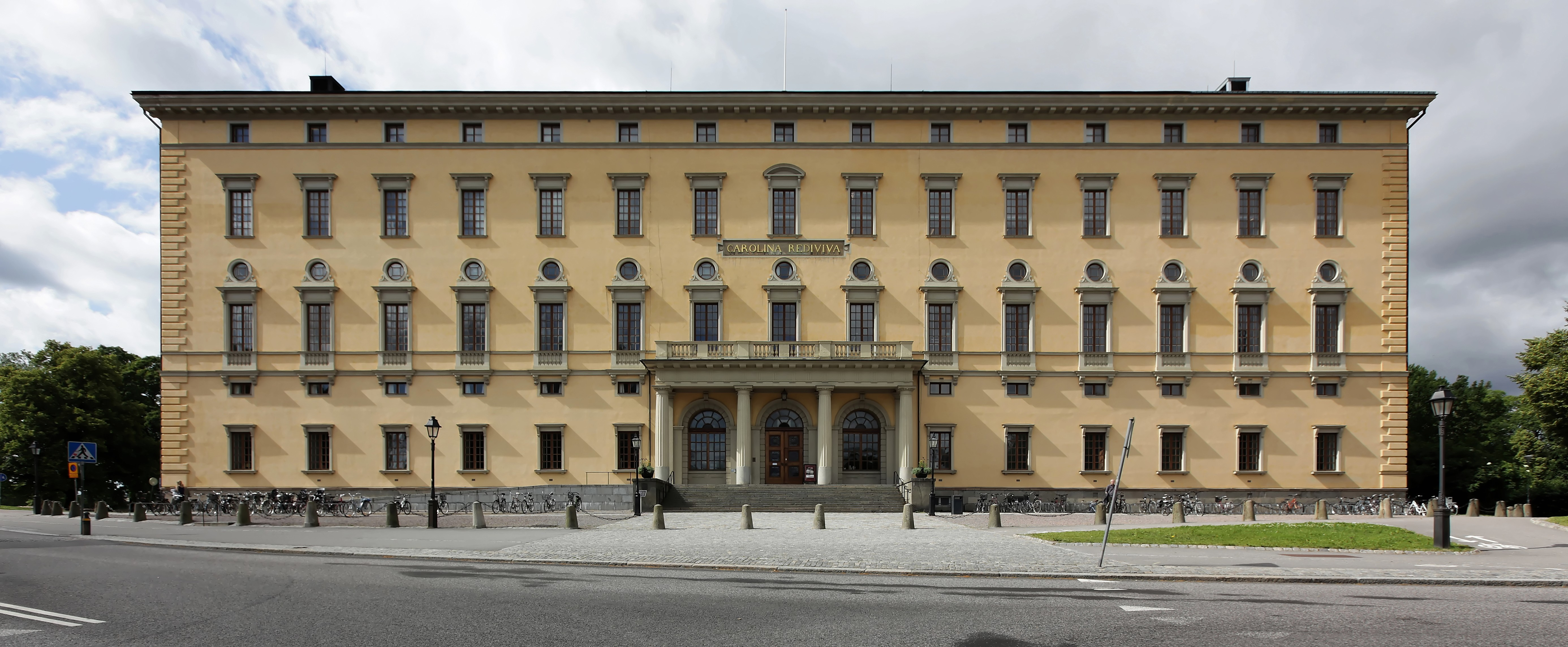
Ingresso principale del Carolina Rediviva, che si affaccia al termine di Drottninggatan

Carolina Rediviva (in lingua latina) è l'edificio principale della biblioteca dell'Università di Uppsala. Il nome latino è un'allusione alla vecchia sede universitaria, l'Academia Carolina.
Il progetto prese avvio il 14 giugno 1817, ma i lavori vennero avviati ufficialmente il 19 ottobre 1819 dal re Carlo XIV di Svezia. L'inaugurazione ufficiale avvenne il 10 ottobre 1841, a mezzogiorno. L'edificio è situato al termine di Drottninggatan, sulla sommità del colle Carolinabacken, tra il castello di Uppsala, Odinslund, e Engelska parken.

## Biblioteca
L'attività bibliotecaria presso Carolina Rediviva è nota come Carolinabiblioteket, a seguito della riorganizzazione della biblioteca dell'Università di Uppsala del 1999. Insieme alla biblioteca Karin Boye, copre i settori delle discipline umanistiche, teologia e sociologia. Ospita inoltre i dipartimenti di musica e manoscritti, stampe antiche (antecedenti il 1851), carte e fotografie. Nell'edificio lavora anche il personale dell'archivio digitale DiVA. Il direttore della biblioteca universitaria, il cui ufficio si trova nell'edificio, è dal 2012 Lars Burman.

## Collezioni
All'ingresso del Carolina Rediviva si trova una piccola esposizione con alcuni tra i più noti manoscritti ospitati, tra i quali il Codex Argenteus (solo una pagina originale con rilegatura del Seicento è esposta, insieme ad una copia del libro). La biblioteca ospita anche pagine dal Diarium Vadstenense, dalla Carta marina, spartiti di Wolfgang Amadeus Mozart, la prima edizione dei Principia di Isaac Newton e del Nordinska handskriftssamlingen.

## Storia dell'edificio

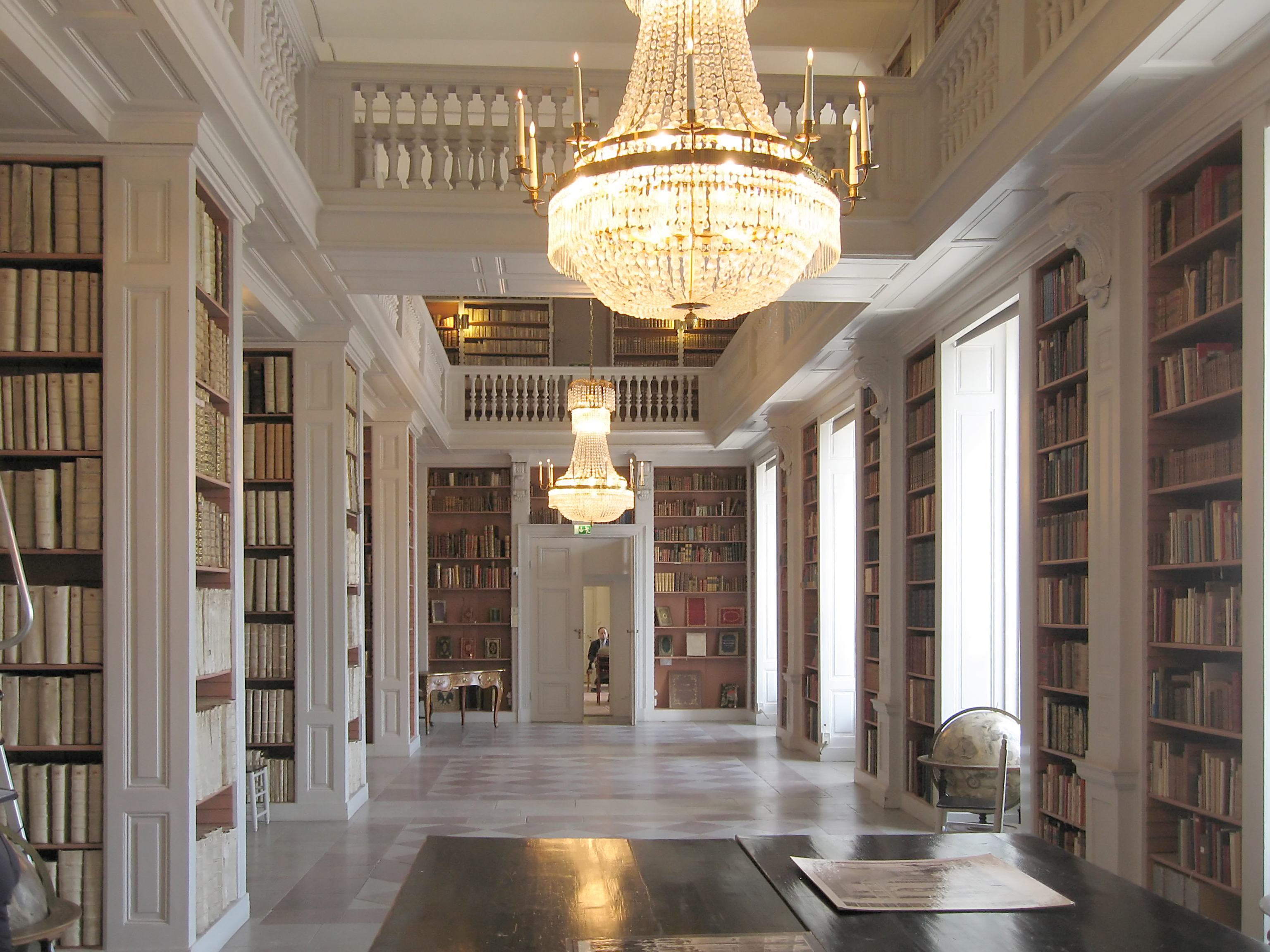
Una delle sale che ospitano le collezioni di libri antichi

L'edificio è stato progettato dall'architetto Carl Fredrik Sundvall. I requisiti resero la progettazione non semplice, per via dello spazio limitato da destinare alle ampie collezioni della biblioteca, la sala per le celebrazioni, l'ampio ingresso e il vano delle scale. Il progetto di Sundvalls era in uno stile semplice e austero, tre piani con una facciata ininterrotta, sul retro si restringe a due ali, quasi della stessa misura della facciata frontale. I progetti vennero autorizzati nel 1813, tuttavia la costruzione non poté iniziare fin quando Sundvall, in consultazione con la commissione edilizia, ebbe redatto una nuova proposta. La facciata venne prolungata, con file di 15 finestre contro le 11 del progetto originale, la parte centrale accentuata tramite un portico con quattro colonne sostenente un balcone. Sulla sommità, sotto il tetto, venne aggiunto un mezzanino con piccole finestre circolari. Il nuovo progetto venne approvato nel 1819. La sala cerimoniale non ricorda l'esterno dell'edificio e copre due piani in altezza, l'intera parte centrale dell'edificio è occupata dal vestibolo e le scale sono situate in un'estensione sul retro. La costruzione delle due ali destinate ad ospitare collezioni librarie rimase in sospeso.
Nonostante l'avvio della costruzione, i requisiti non erano soddisfacenti e il sovraintendente Jacob Magnus Nordencreutz fece personalmente variazioni al progetto. Nel 1821 il senato rimosse Sundvall dall'incarico, designando al suo posto Karl Jakob Hjelm, allievo dell'architetto francese Louis Jean Desprez, incaricato di rivedere il progetto. Hjelm cambiò parte dei dettagli, ma conservò la facciata disegnata da Sundvall, aggiungendo un semipiano con finestre rotonde.
Presto i fondi per la costruzione vennero esauriti, il parlamento si vide costretto a stanziare fondi aggiuntivi e il re fece un'importante donazione al progetto. Nel 1841 l'edificio era completo, ma le decorazioni della sala cerimoniale erano ancora mancanti. Solo quest'ultima o le sale dei libri erano riscaldate, non vi era nessuna sala di lettura, i locali erano insufficienti, specialmente considerato che le due ali del progetto originale non vennero mai costruite, ed organizzati in maniera impratica. Oltre un terzo della superficie era occupato da atrii e scale.
Dal 1888, dopo l'inaugurazione del nuovo edificio principale dell'università, Carolina Rediviva rimase in uso come biblioteca. Tra il 1888 e il 1982 vennero apportate importanti variazioni degli interni, su progetto di Carl-August Kihlberg, convertendo la scala principale in sale di lettura e depositi. Ulteriori cambiamenti vennero eseguiti tra il 1913 e il 1917, su progetto di Axel Anderberg, per i quali il governo stanziò 599 000 corone, e tra il 1934 e il 1945, su progetto di Anderberg e Jöran Curman. Successivi restauri vennero eseguiti tra il 1952–1971, a cura di Peter Celsing, e tra il 2017 e il 2019, a cura di Johan Celsing.
Originariamente progettato con tre piani e due semipiani, l'edificio ha oggi dodici livelli ed è servito da 15 ascensori e diverse scale.

## Cultura universitaria
Carolina Rediviva è al centro delle celebrazioni di Valborg. Valborg è particolarmente legato alla cultura studentesca di Uppsala, in quanto in passato le lezioni terminavano in maggio e Valborg si sovrapponeva con le celebrazioni per la fine dell'anno accademico. Il 30 aprile gli studenti ed ex studenti dell'università si radunano in Carolinabacken per celebrare con canti, e alle 15:00 il rettore dell'università si affaccia dal balcone e, su suo segnale, gli studenti ed ex studenti agitano in aria il tradizionale berretto universitario (studentmössa). Ogni anno, l'evento è trasmesso in diretta da Sveriges Television. In seguito, gli studenti si spostano nelle sedi delle varie nation per celebrare con champagne. Una tradizione nota come champagnegalopp vede gli studenti fare il giro di tutte le nazioni e bere un bicchiere di champagne in ciascuna.